# Encuesta Nacional de Salud y Nutrición
La Encuesta Nacional de Salud y Nutrición, conocida como ENSANUT, es un instrumento de estudio estadístico realizado por el Instituto Nacional de Salud Pública y la Secretaría de Salud de México.

Su objetivo es llevar un registro sobre las condiciones generales de salud de la población, las tendencias y la percepción que esta tiene sobre los servicios en materia de salubridad.

Entre los años de 1988 y 1999, esta pesquisa se empezó a realizar con el nombre de Encuesta Nacional de Nutrición, pero no fue sino hasta el 2000 cuando se estableció la realización de esta cada seis años y se le agregó el término salud debido a que se trata de una encuesta que trabaja con cuestiones generales de sanidad, no únicamente con lo concerniente al área de nutrición.

En las encuestas realizadas en 2006 y 2012   respectivamente,  pudo observarse un aumento considerable en la información recolectada en el área de nutrición, específicamente por el incremento en el índice de personas con obesidad.

En México, estas encuestas han servido para conseguir una mejor planificación en el sector salud y han permitido tener un control más efectivo sobre los avances que se tienen en servicios, prevención y programas implementados como la Cruzada Nacional Contra el Hambre y el Plan Sectorial de Salud.

## Metodología
Para la encuesta del 2012 realizada entre octubre de 2011 y mayo de 2012, se tomó una muestra de 50 528 hogares en los que se aplicaron 96 031 cuestionarios individuales con la metodología siguiente:
1. Selección de hogares y zonas geográficas con base en la información del Instituto Nacional de Estadística y Geografía
2. Realización de encuestas en hogares seleccionados donde se busca información de sobre hábitos alimenticios, seguridad alimentaria, lactancia, alimentación complementaria y sobre programas de apoyo alimentario. También se encuesta a personas que usaron el servicio de salud ambulatorio para conocer los niveles de satisfacción
3. Medición de peso, talla, nivel de hemoglobina y tensión arterial
4. Toma de sangre para la medición de micronutrimentos, anticuerpos vacunales y condiciones de salud en adultos.

## Resultados de Encuestas
|                                              | ENN 1988 | ENN 1999 | ENSANUT 2006 | ENSANUT 2012 |
| -------------------------------------------- | -------- | -------- | ------------ | ------------ |
| Baja talla en niños menores de 5 años        | 26.9%    | 21.5%    | 15.4%        | 13.6%        |
| Sobrepeso en hombres mayores de 20 años      | N/A      | N/A      | 42.5%        | 42.6%        |
| Obesidad en hombres mayores de 20 años       | N/A      | N/A      | 24.2%        | 26.8%        |
| Sobrepeso en mujeres mayores de 20 años      | N/A      | N/A      | 37.4%        | 35.5%        |
| Obesidad en mujeres mayores de 20 años       | N/A      | N/A      | 34.5%        | 37.5%        |
| Anemia en niños menores de 5 años            | N/A      | 31.6%    | 26.8%        | 23.3%        |
| Anemia en niños adolescentes de 12 a 20 años | N/A      | N/A      | 9.2%         | 5.6%         |

### Seguridad Alimentaria
|        | Seguridad Alimentaria | Inseguridad Leve | Inseguridad Moderada | Inseguridad Severa |
| ------ | --------------------- | ---------------- | -------------------- | ------------------ |
| Urbana | 33.0%                 | 40.6%            | 16.5%                | 9.7%               |
| Rural  | 19.2%                 | 45.2%            | 22.4%                | 13.0%              |